# 6569 Ondaatje
6569 Ondaatje este o planetă minoră (asteroid) din Asteroid Amor. A fost descoperită pe 22 iunie 1993 la Observatorul Palomar de Jean Mueller⁠(d) și a fost numită după Michael Ondaatje. 
Obiectul prezintă o orbită caracterizată de o semiaxă mare de 1,6262485 UAi, o excentricitate de 0,221, o înclinație de 22,6388 ° în raport cu ecliptica.